# Brookesia exarmata
Brookesia exarmata este o specie de cameleoni din genul Brookesia, familia Chamaeleonidae, descrisă de Giovanni Schimmenti și Jesu 1996. A fost clasificată de IUCN ca specie în pericol. Conform Catalogue of Life specia Brookesia exarmata nu are subspecii cunoscute.